# 在英國的黎巴嫩人
在英國的黎巴嫩人，指現居英國，自己或祖先來自黎巴嫩的移民。儘管自17世紀以來就有零星從中東移民到英國的情況，顯著的移民潮則要到1975年黎巴嫩內戰開始才發生。1982年以色列入侵黎巴嫩亦加快了移民的步伐。據2001年英國人口普查，英國有10,459人在黎巴嫩出生。2011年的普查則顯示該族群多了起碼5千人，當中共15,341人在黎巴嫩出生並居住在英格蘭，228人居住在威爾斯，314人居住在蘇格蘭，52人居住在北愛爾蘭。
倫敦的埃奇威尔路是其中一個黎巴嫩人聚居的地區，該處開設了些售賣阿拉伯報紙、書籍及唱片的店舖。

## 外部連結
- British Lebanese Association （页面存档备份，存于）
- British Lebanese Business Group （页面存档备份，存于）
- Lebanese British Friends of the National Museum
- Irish Lebanese Cultural Foundation （页面存档备份，存于）
- Lebanese Community North of England （页面存档备份，存于）